# District de Kenora
Le district de Kenora est un district et une division de recensement du Nord-ouest de l'Ontario. Au recensement de 2006, on y a dénombré une population de 64 419 habitants.
Il a été créé en 1907 à partir de parties du district de Rainy River. Il est, géographiquement, le plus grand district de l'Ontario avec une superficie de 407 192,66 km2, soit 38 pour cent de la province. Il est plus grand que le Paraguay.
Le district de Kenora a la plus basse densité de population de toutes les divisions de recensement de l'Ontario avec 0,2 hab./km2.
Le centre administratif est à Kenora.
La partie nord, au nord de la rivière Albany, devint partie de l'Ontario en 1912. Elle fut d'abord appelée district de Patricia, puis fut ajoutée au district de Kenora en 1927.

## Subdivisions

### Villes
- Dryden
- Kenora

### Villages
- Red Lake
- Sioux Lookout

### Cantons
- Ear Falls
- Ignace
- Machin
- Pickle Lake
- Sioux Narrows-Nestor Falls

### Réserves des Premières nations
| - Attawapiskat - Bearskin Lake - Cat Lake - Deer Lake - Eabametoong - Eagle Lake 27 - English River 21 - Fort Albany 67 (part) - Fort Severn 89 - Islington 29 - Kasabonika - Keewaywin - Kenora 38B - Kingfisher Lake - Kitchenuhmaykoosib Inninuwug | - Lac Seul - Lake of the Woods 31G - Lake of the Woods 37 - Marten Falls - Mishkeegogamang - Muskrat Dam Lake - Neskantaga - Northwest Angle 33 - North Spirit Lake - Pikangikum - Poplar Hill - Rat Portage 38A - Sabaskong Bay 35D - Sachigo Lake - Sandy Lake | - Shoal Lake 39A (part) - Shoal Lake 40 (part) - Shoal Lake 34B2 - The Dalles 38C - Wabauskang 21 - Wabigoon Lake - Wapekeka - Wawakapewin - Weagamow Lake 87 - Whitefish Bay 32A - Whitefish Bay 33A - Whitefish Bay 34A - Wunnumin Lake |

#### Communautés des Premières nations
- Frenchman's Head
- Kejick Bay
- Lansdowne House
- MacDowell Lake
- Muskrat Dam
- Peawanuck
- Slate Falls
- Summer Beaver
- Webequie
- Whitefish Bay

### Régions non organisées
- Unorganized Kenora District (incluant les commissions pour les services locaux de Greater Oxdrift, Melgund, Minaki, Redditt, Round Lake et Wabigoon)